# Скуодас
Ску́одас (лит. Skuodas; до 1917 официальное название Шкуды) — город в Клайпедском уезде Литвы, административный центр самоуправления Скуодасского района и Скуодасского староства. С 1995 года имеет статус городского староства (лит. Skuodo miesto seniūnija).

## Положение и общая характеристика
Расположен у слияния рек Бартува и Луоба.
Железнодорожная станция на линии Кретинга — Приекуле. Маслозавод, мельница

## Население
| 2001  | 2002  | 2003  | 2004  | 2005  | 2006  | 2007  | 2008  | 2009  | 2010  | 2011  | 2012  |
| ----- | ----- | ----- | ----- | ----- | ----- | ----- | ----- | ----- | ----- | ----- | ----- |
| 7885  | ↘7833 | ↘7711 | ↘7641 | ↘7469 | ↘7307 | ↘7170 | ↘7082 | ↘6935 | ↘6805 | ↘6542 | ↘6387 |
| 2013  | 2014  | 2015  | 2016  | 2017  | 2018  | 2019  | 2020  | 2021  | 2022  | 2023  |       |
| ↘6231 | ↘6032 | ↘5922 | ↘5808 | ↘5582 | ↘5417 | ↘5279 | ↘5162 | ↗5508 | ↘5422 | ↘5346 |       |

Согласно переписи 1897 года в городе проживало 3 814 жителей, из них 2 292 (60,1 %) — евреи.
В 1940 году в Скуодасе было 6 тысяч жителей (литовцы, латыши, евреи, русские), в 1990 — 9 тыс. жителей, в 2009 году насчитывалось 7 244.

## История

Город Скуодас и его окрестности. Польская карта 1797 года.

Упоминается с 1253 года. В 1259 году близ города произошла  между жямайтами и ливонцами.
Имение и местечко в 1568 году Сигизмунд Август подарил жемайтийскому старосте Яну Ходкевичу. Стараниями Ходкевича местечко получило магдебургские права 17 мая 1572 года. После смерти Ходкевича (1621) Скуодас стал собственностью Сапег. Город сильно страдал от пожаров в 1769, 1835, 1897, 1909. В 1913 открыт первый кинотеатр, также типография. С 1950 районный центр.